# Løjt (Sydslesvig)
Løjt (tysk: Loit) er en landsby og kommune beliggende halvvejs mellem Slesvig by og Kappel ved Løjt Å i det sydlige Angel i Sydslesvig. Administrativt hører kommunen under Slesvig-Flensborg kreds i den nordtyske delstat Slesvig-Holsten. Kommunen samarbejder på administrativt plan med andre kommuner i omegnen i Sønder Brarup kommunefælleskab (Amt Süderbrarup). Løjt er sogneby i Løjt Sogn. Sognet lå i Slis Herred (Gottorp Amt, Sønderjylland), da Slesvig var dansk indtil 1864.

## Geografi
Kommunen omfatter ved siden af selve lndsbyen Løjt de følgende landsbyer og bebyggelser:
- Løjtmark (Loitfeld)
- Løjtgaard (Loithof)
- Løjt Mose (Loitmoor)
- Løjt Østerskov (Loitosterholz)
- Løjt Musskov (Muschau)[1]
- Magdalenero
- Nordskov (Nordschau)
- Svanehøj (Schwonhöh)
- Svinholt (Schwienholt)
- en del af Bredbølskov (Brebelholz)

Omegnen er overvejende landbrugspræget. Løjt Å (Loiter Au) løber midt gennem byen. Øst for landsbyen ligger skovområdet Østerskov.  

## Historie
Løjt er første gang nævnt 1352. Stednavnet er afledt af oldnordisk laukr für løg, af olddansk løgh for vaskevand eller af *lyktæ for en indhegning. Musskov er sammensat af mus og skov og blev på tysk til Muschau.
Løjts nabokommuner er Tved, Stenfelt, Bøl og Sønder Brarup (Bredbøl).
Løjts romanske markstenkirke er fra 1100-tallet.

## Billeder
- Løjt Kirke
- Trefløjet gård i Løjt

## Kendte
- Andreas Andresen (1828–1871), tysksindet kunsthistoriker